# Etzgen

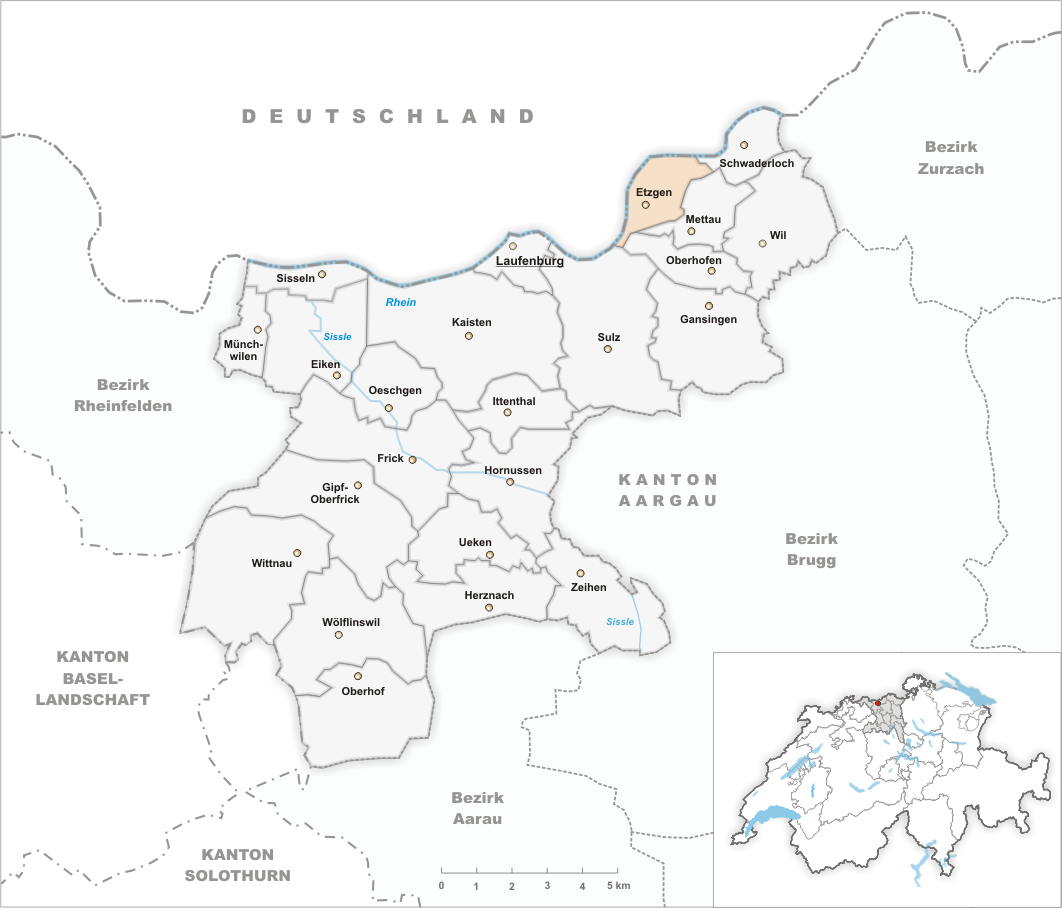
Gemeindestand vor der Fusion am 1. Januar 2010

Etzgen (schweizerdeutsch Ätzge [ˈætsɡə]) ist ein Dorf im Schweizer Kanton Aargau. Es liegt am Hochrhein an der Grenze zu Deutschland, im Nordosten der Region Fricktal. Bis Ende 2009 bildete Etzgen eine eigenständige Einwohnergemeinde im Bezirk Laufenburg, seither ist es eines von fünf Dörfern in der neu entstandenen Gemeinde Mettauertal.

## Geographie
Das Dorf ist das tiefstgelegene im Mettauertal, es liegt unweit der Mündung des Etzgerbachs in den Rhein. Der Dorfkern befindet sich auf einer erhöht liegenden Terrasse, am Südhang der Ebni (505 m ü. M.). Südlich des Dorfes erhebt sich das Froholz (450 m ü. M.). Beide Hügel gehören zur Randzone des Tafeljuras; während sie im unteren Bereich eher steil aufragen, gehen sie im oberen Bereich in flacher aufsteigende Hochebenen über. Der ansonsten schmale Uferstreifen entlang des Rheins weitet sich nördlich der Mündung des Etzgerbachs zu einer 500 Meter breiten Ebene aus; hier befindet sich auch eine kleine Industriezone.
Die Fläche des ehemaligen Gemeindegebiets betrug 328 Hektaren, davon waren 167 Hektaren bewaldet und 37 Hektaren überbaut. Der höchste Punkt lag auf 505 Metern auf der Hochfläche der Ebni, der tiefste auf 300 Metern am Rhein. Nachbargemeinden waren Schwaderloch im Nordosten, Mettau im Osten, Oberhofen im Südosten und Sulz im Südwesten. Etzgen grenzte im Norden bzw. im Westen an die deutschen Gemeinden Albbruck und Laufenburg (Baden).

## Geschichte
Die Gegend um Etzgen war bereits während der Jungsteinzeit besiedelt, wie der Fund einer 5000 Jahre alten Steinaxt beweist. Im 4. Jahrhundert bildete der Rhein die Nordgrenze (Donau-Iller-Rhein-Limes) des Römischen Reichs. Laut einer Steintafel, die 1892 beim Eisenbahnbau ausgegraben wurde, baute die Legio VIII Augusta im Jahr 371 drei Wachttürme, von denen allerdings keine Spuren erhalten geblieben sind. Um 400 zogen sich die Römer endgültig über die Alpen zurück. Bald darauf besiedelten die Alamannen die Region.
Die erste urkundliche Erwähnung von Eczken erfolgte relativ spät im Jahr 1448. Der Ortsname lässt sich aus dem althochdeutschen Ezzinghofun ableiten und bedeutet «bei den Höfen der Sippe des Ezzo». Grösster Grundbesitzer war der adlige Damenstift in Bad Säckingen. Die Landesherrschaft über das Gebiet lag bis 1386 beim Haus Habsburg-Laufenburg und ging dann an die ältere Linie der Habsburger über. Diese verpfändeten nach dem Waldshuterkrieg von 1468 das gesamte Fricktal an Burgund. Als die Burgunder von den Eidgenossen während der Burgunderkriege vernichtend geschlagen worden waren, kam Etzgen 1477 wieder unter österreichische Herrschaft.
Nach der Reichsreform des österreichischen Kaisers Maximilian I. im Jahr 1491 gehörte Etzgen zu Vorderösterreich und war Teil der Kameralherrschaft Laufenburg. Während des Schwabenkriegs von 1499 zogen Bauern aus dem Mettauertal plündernd durch die Dörfer im benachbarten Berner Aargau. Im 17. Jahrhundert gab es kaum längere Friedenszeiten. Der Rappenkrieg, ein Bauernaufstand, dauerte von 1612 bis 1614. Der Dreissigjährige Krieg, der zwischen 1633 und 1638 auch das Fricktal erfasste, warf das Dorf in seiner wirtschaftlichen Entwicklung zurück. Auch während des Pfälzischen Erbfolgekriegs (1688–1697) zogen fremde Truppen durch die Region.

Luftansicht (1953)

1797 wurde das Fricktal nach dem Frieden von Campo Formio ein französisches Protektorat. Während des Zweiten Koalitionskrieges verlief hier die Frontlinie zwischen den Armeen Frankreichs und Österreichs. Am 20. Februar 1802 wurde der Kanton Fricktal gegründet, der sich im August der Helvetischen Republik anschloss; damit war Etzgen schweizerisch geworden. Das Dorf gehörte zusammen mit Oberhofen und Wil zur Gemeinde Mettau im Distrikt Laufenburg. Seit dem 19. März 1803 gehört Etzgen zum Kanton Aargau. 1833 erfolgte die Loslösung von Mettau und die Bildung einer eigenständigen Gemeinde.
Nach der Entsumpfung des Talbodens um 1860 breitete sich die Siedlung bis an den Rhein aus. Am 21. August 1869 wütete ein grosser Dorfbrand, der 121 Personen (fast die Hälfte aller Einwohner) obdachlos machte. Nach der Eröffnung der Bahnstrecke Koblenz–Stein-Säckingen am 1. August 1892 siedelten sich kleinere Industriebetriebe an. Dennoch blieb Etzgen bis weit ins 20. Jahrhundert hinein überwiegend landwirtschaftlich geprägt und wandelte sich ab etwa 1950 zu einer Wohngemeinde.
Am 20. März 2008 beschloss die Gemeindeversammlung die Fusion von Etzgen mit Hottwil, Mettau, Oberhofen und Wil zur Gemeinde Mettauertal. Die Urnenabstimmung am 1. Juni 2008 fiel ebenfalls zugunsten einer Fusion aus. Der Zusammenschluss erfolgte am 1. Januar 2010.

## Wappen
Die Blasonierung des ehemaligen Gemeinde- und heutigen Dorfwappens lautet: «In Blau über drei weissen Wellen gelbes Fährschiff, überhöht von fünfstrahligem weissem Stern.» Das Wappen wurde erst 1953 eingeführt, als Motiv wählte man eine Fähre. Diese Verbindung über den Rhein ist seit mindestens 1448 überliefert. 1983 legte der Gemeinderat die Anzahl der Wellen verbindlich auf drei fest.
Mit Wirkung zum 1. Januar 2010 wurde das Wappen aufgehoben.

## Bevölkerung
Bevölkerungsentwicklung:
| Jahr      | 1850 | 1900 | 1930 | 1950 | 1960 | 1970 | 1980 | 1990 | 2000 |
| Einwohner | 315  | 256  | 252  | 271  | 279  | 323  | 319  | 362  | 350  |

Am 31. Dezember 2008 lebten 431 Menschen in Etzgen, der Ausländeranteil betrug 18,8 %. Bei der Volkszählung 2000 waren 63,4 % römisch-katholisch, 22,9 % reformiert und 2,6 % muslimisch; 3,1 % gehörten anderen Glaubensrichtungen an. 91,4 % bezeichneten Deutsch als ihre Hauptsprache, 2,0 % Albanisch, 1,4 % Italienisch.

## Sehenswürdigkeiten
- Bruderklausen-Kapelle, 1948 erbaut

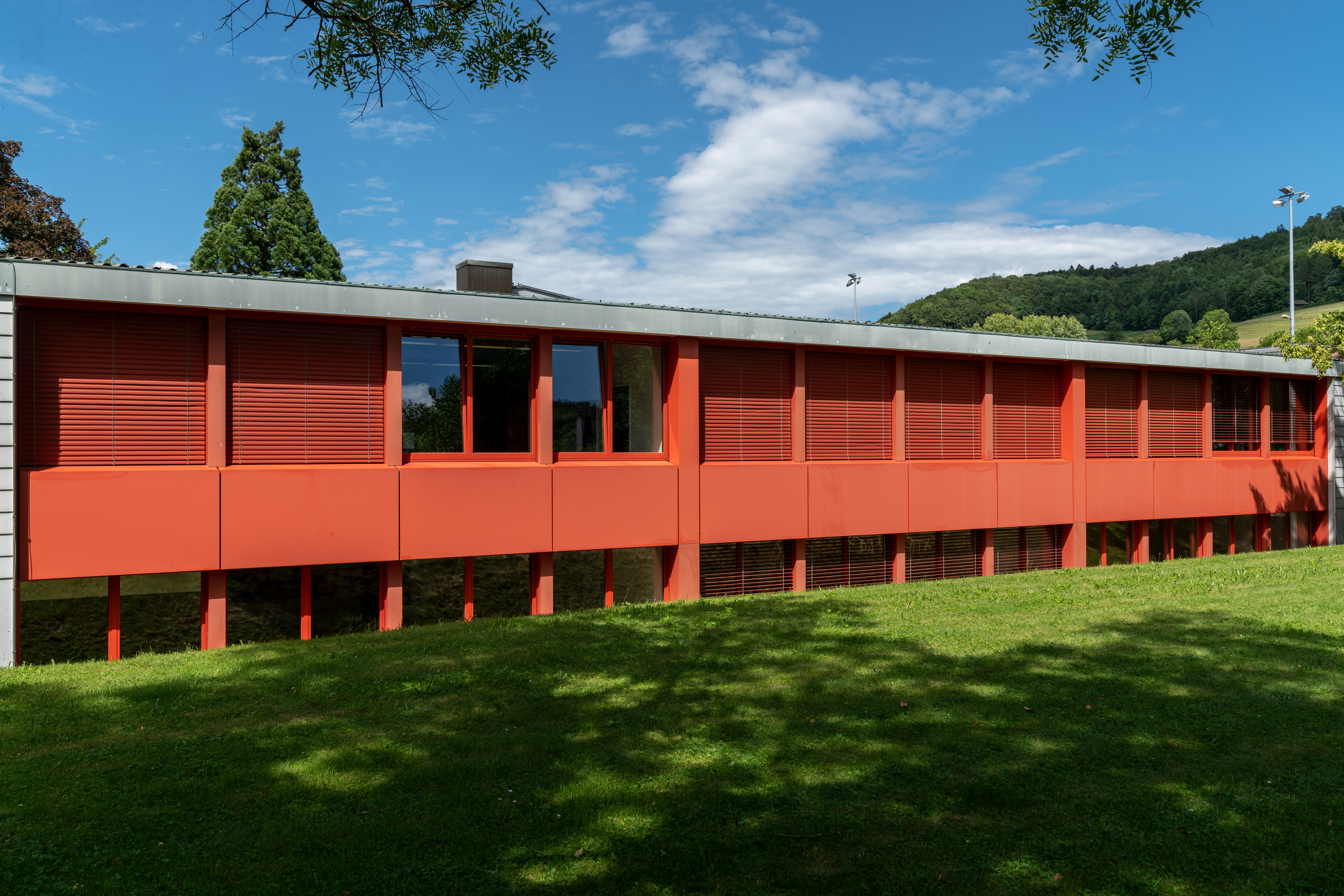
Schulhaus Bünten
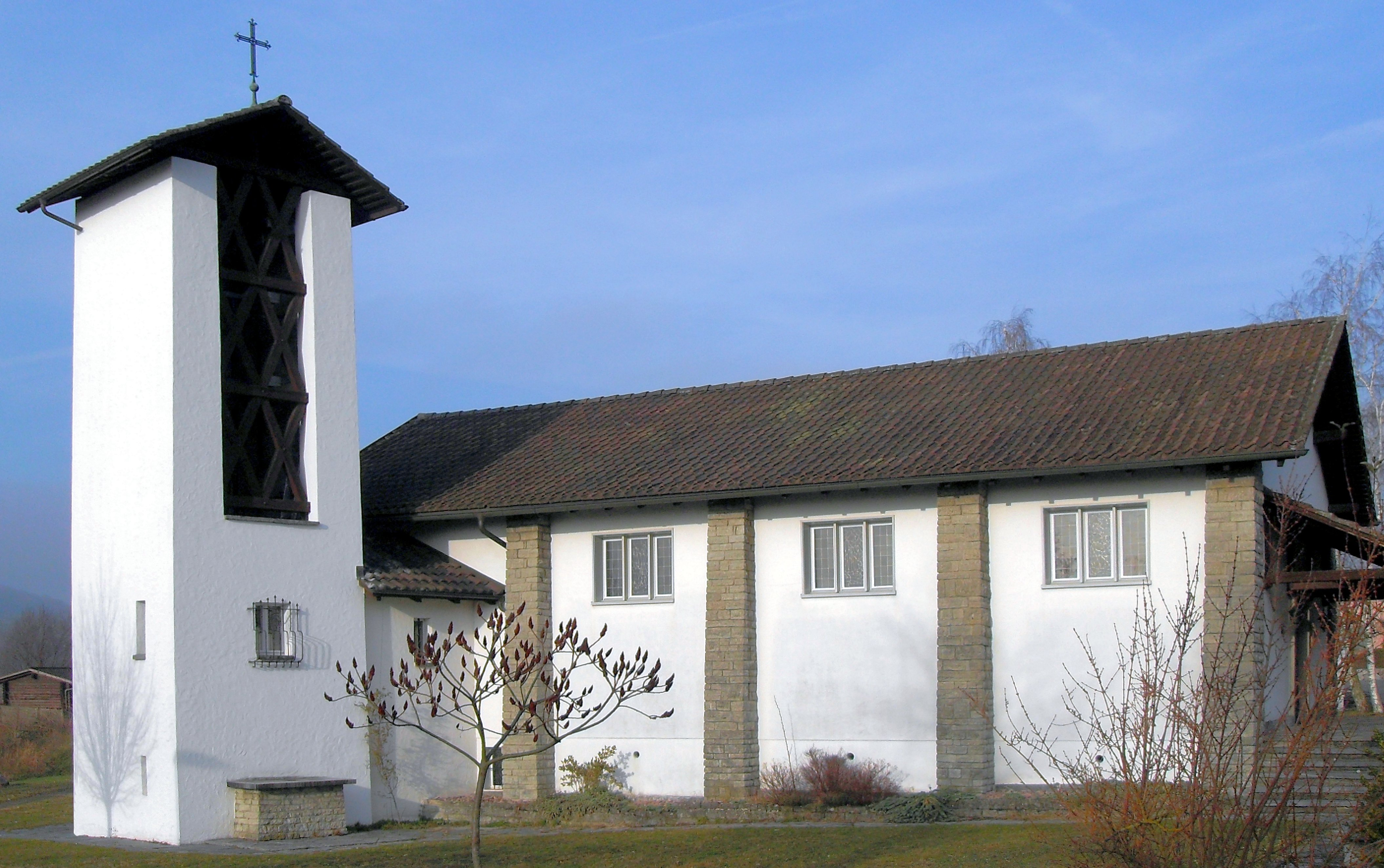
Bruderklausen-Kapelle
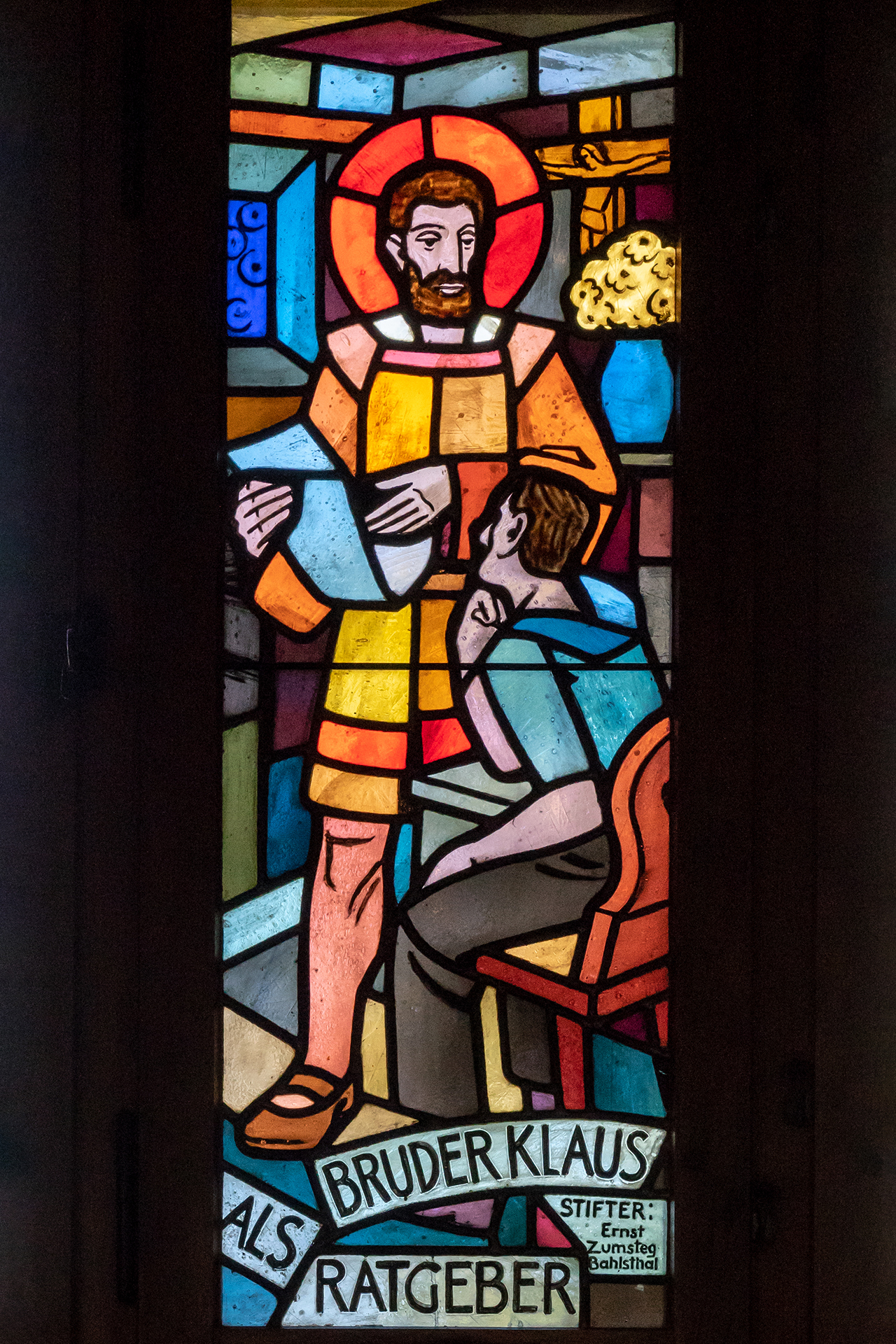
Fenster in der Kapelle
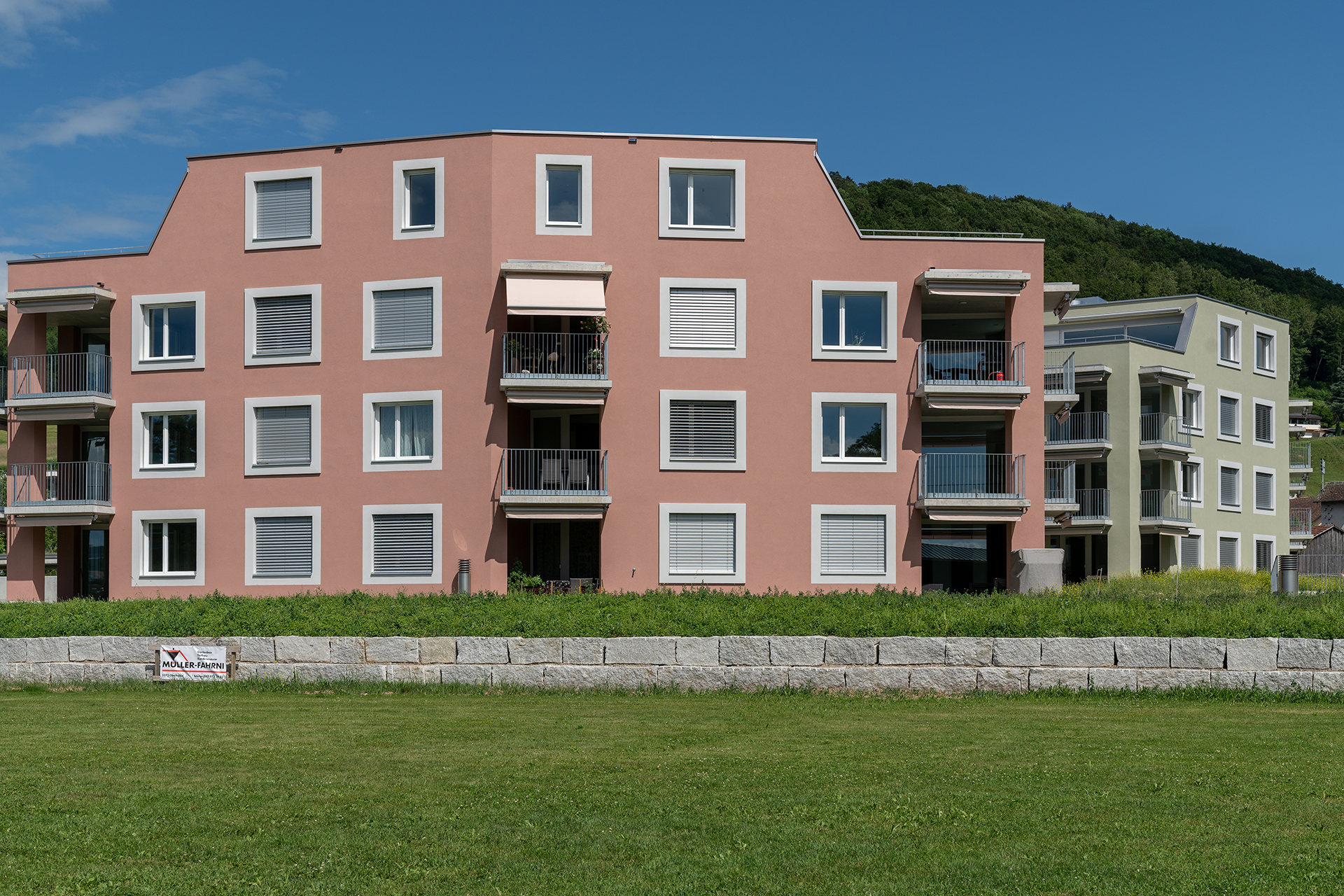
Wohnsiedlung, Dorfstrasse
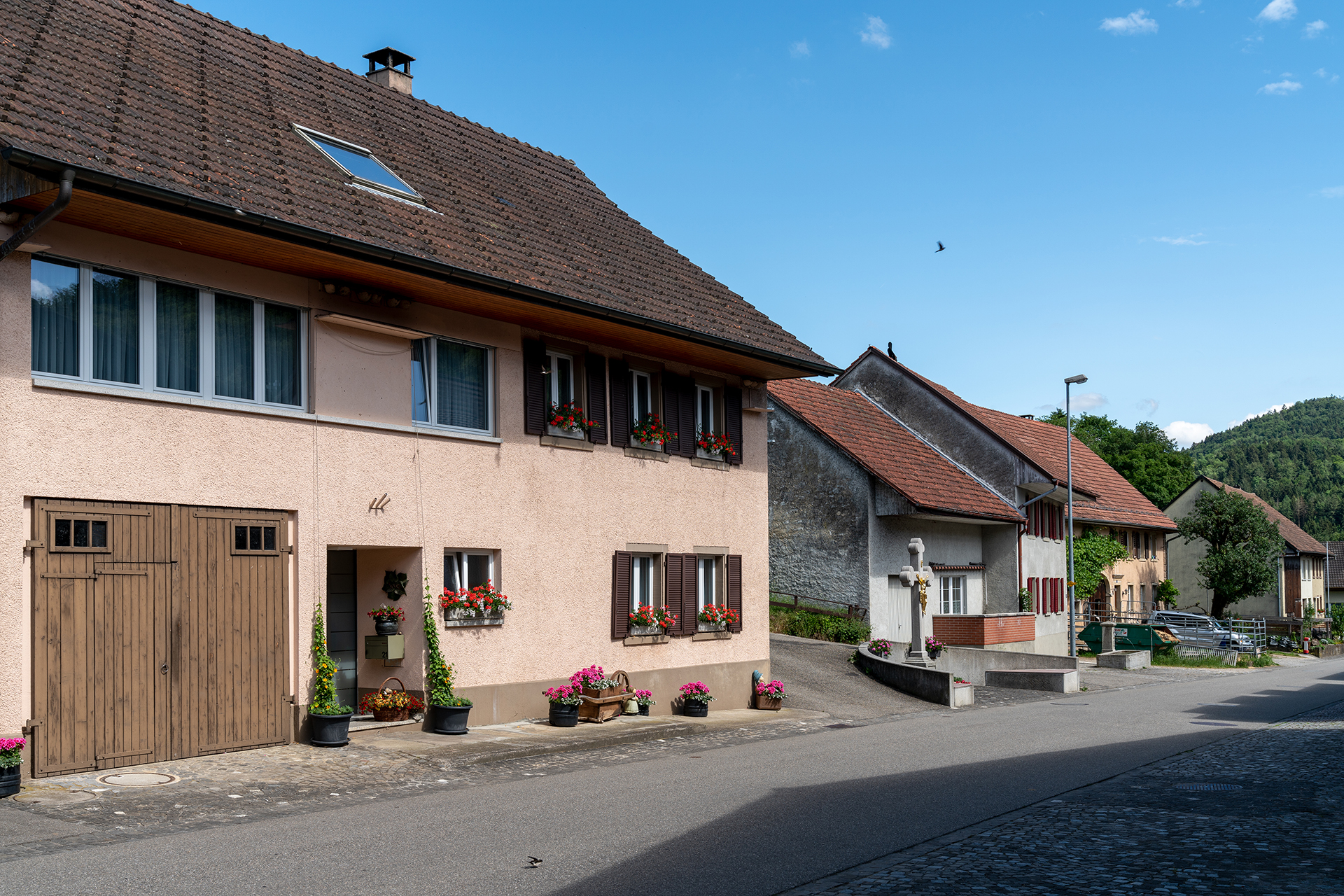
Dorfstrasse
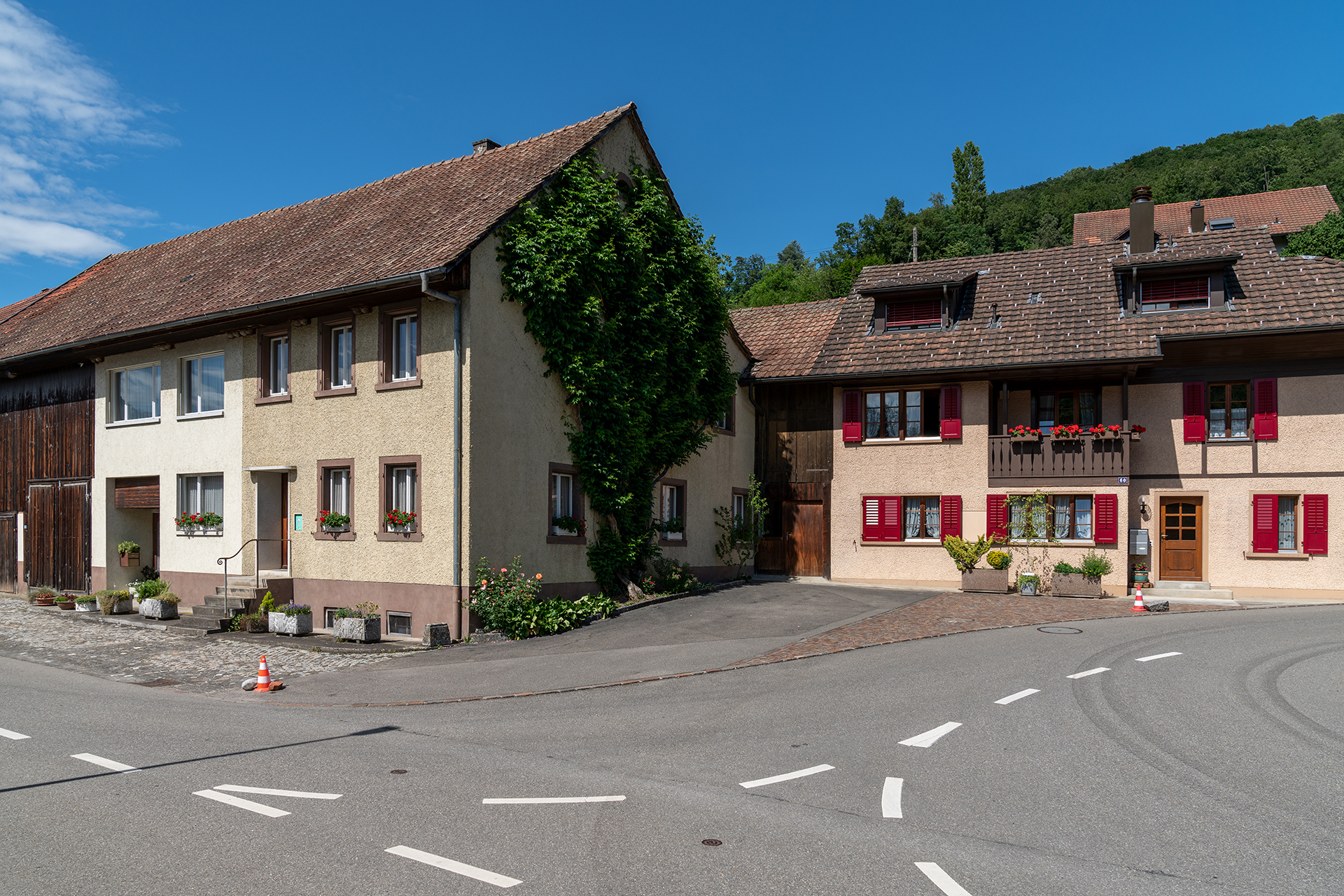
Dorfstrasse/Bergstrasse

## Verkehr
Dem Rhein entlang verläuft die Hauptstrasse 7 zwischen Basel und Winterthur. In der Industriezone zweigt eine Kantonsstrasse ab, die über Mettau und den Bürersteig in Richtung Brugg führt. Der Anschluss an das Netz des öffentlichen Verkehrs erfolgt durch zwei Postautolinien, die vom Bahnhof Laufenburg aus nach Brugg und Döttingen führen. Die Eisenbahnlinie zwischen Laufenburg und Koblenz ist seit dem 28. Mai 1994 für den Personenverkehr stillgelegt.